# محوطه اردوشرقی (سنگر)
محوطه اردوشرقی (سنگر) مربوط به عصر آهن دو و III است و در شهرستان رودبار، بخش عمارلو، روستای آینه ده واقع شده و این اثر در تاریخ ۱۹ مرداد ۱۳۸۴ با شمارهٔ ثبت ۱۲۸۲۷ به‌عنوان یکی از آثار ملی ایران به ثبت رسیده است.